# İlhan Depe
İlhan Depe (Bursa, 10 settembre 1992) è un calciatore turco, ala o centrocampista del Bursaspor.

## Carriera

### Club
Ha giocato nella prima divisione turca.

### Nazionale
Ha giocato nelle nazionali turche Under-15, Under-16 ed Under-18.